# Boris Došljak
Boris Došljak (ur. 4 czerwca 1989 w Titogradzie) – czarnogórski piłkarz występujący na pozycji pomocnika w czarnogórskim klubie FK Arsenal Tivat. Wychowanek FK Zabjelo, w swojej karierze reprezentował także barwy FK Zeta, Widzewa Łódź, Slobody Užice, FK Bokelj, FK Lovćen i Iskry Danilovgrad.